# Detlev Eisel-Eiselsberg
Detlev Eisel-Eiselsberg (* 9. Juni 1962 in Klagenfurt) ist ein österreichischer Politiker (ÖVP). Seit 2014 ist er Landesgeschäftsführer der ÖVP Steiermark, von 9. November bis 11. Dezember 2017 war er vom Landtag Steiermark entsandtes Mitglied des Österreichischen Bundesrates. Seit 12. Dezember 2017 ist er Abgeordneter zum Landtag Steiermark.

## Leben
Detlev Eisel-Eiselsberg besuchte nach der Volksschule in Graz, dem 1. Bundesgymnasium Graz (1972–1976) sowie der Hauptschule Graz-Hartenaugasse (1976/77) ein Grazer Oberstufenrealgymnasium, wo er 1981 maturierte. Von 1982 bis 1998 war er im Amt der Steiermärkischen Landesregierung tätig, unter anderem als Referent für Umwelt- und Anrainerschutz in der Landesbaudirektion. Als Sekretär von Landesrätin Waltraud Klasnic war er zuständig für Wirtschafts- und Tourismusförderung und Verkehr, außerdem war er Sekretär von Landesrat Herbert Paierl. Später wurde er ÖVP-Klubsekretär im ÖVP-Landtagsklub im Landtag Steiermark und war Büroleiter des Grazer Stadtrates Siegfried Nagl. Ab 2003 war er in Graz Sport- und Schulstadtrat. Anfang 2014 wurde er Landesgeschäftsführer der Steirischen Volkspartei, Kurt Hohensinner folgte ihm als Grazer Sport- und Schulstadtrat nach.
Im November 2017 wurde er vom Landtag Steiermark in den österreichischen Bundesrat entsandt. Er folgte damit Ernst Gödl nach, der in den Nationalrat wechselte.
Am 12. Dezember 2017 wurde er in der XVII. Gesetzgebungsperiode als Abgeordneter zum Landtag Steiermark angelobt. Er folgte damit Christian Buchmann nach, der in den Bundesrat wechselte.
Im März 2025 wurde bekanntgegeben, dass ihm im Mai 2025 der Edelschrotter Bürgermeister Georg Preßler als ÖVP-Landesgeschäftsführer nachfolgen soll.